# Ctenotrachelus shermani
Ctenotrachelus shermani är en insektsart som beskrevs av Barber 1930. Ctenotrachelus shermani ingår i släktet Ctenotrachelus och familjen rovskinnbaggar. Inga underarter finns listade i Catalogue of Life.